# La Torreferrada
La domus de Torreferrada és un casal noble convertit en casa de pagès que està situat damunt d'una mena d'altiplà, al nord-oest de Santa Eulàlia de Riuprimer (Osona).

## Història
Segons consta a l'Inventari del Patrimoni Arquitectònic de Catalunya, la casa forta de Torreferrada és documentada per primer cop el 1247.
L'any 1320 es documenta que n'eren senyors Berenguer de la Torre, casat amb Andreua. Aquests devien ser els pares de Bertran de la Torre i de la seva germana Sibil·la, casada en 1335 amb Berenguer de Planell, de Tona.
L'any 1421 la domus era habitada per Constança, viuda de Romeu de la Torre, senyor de la domus de la Torre i mare de Joana, casada amb Gombau de Castellet, batlle senyorial del terme de Torroella i que fa promesa a l'ardiaca de Vic, per estar vacant el bisbat per mort d'Alfons de Tous, que recollirà tots els rèdits i drets de la batllia.
L'any 1463, Pere Roger de Castellet, àlies de la Torre, que en algun document es diu simplement Pere Roger de la Torre, va continuar amb l'exercici de la batllia del terme de Torroella, càrrec que tindrien tots els hereus perquè en altres ocasions és anomenat «batlle natural» pel bisbe de Vic i va fer arrendament d'aquesta batllia pel temps de set anys a raó de 42 lliures de moneda barcelonesa (1 lliura barcelonina equivalia a 240 diners).
El 1474, els senyors Galzeran de Vilanova, Antoni Freser, rector de Santa Eulàlia de Riuprimer i Bernat Sorts, de Sentfores, actuaven com a tutors de Constança, filla de Pere Roger de Castellet, senyor de la casa de la Torre.
Del segle xvi endavant la Torre figura ja només com un mas, que el 1553 era habitat per Jeroni Bosc i la seva família.

## Arquitectura
Molt modificada en diverses èpoques, fet que hom pot deduir de la factura romànica dels murs de l'edifici, l'estil gòtic de les arcades que són sobre la penya, la fisonomia barroca del cos de l'edifici i l'arquitectura tradicional popular de l'interior i dels afegits moderns. És de ressaltar el rudimentari ferrat de la porta principal de l'edifici, fet de ferros forjats, que és d'època romànica.
L'any 1915 l'arquitecte Josep Mª Pericas, calculà que inicialment la torre de defensa rectangular devia tenir tres o quatre pisos, separats amb trespols de fusta, sense voltes. No obstant, a la part baixa s'hi veuen arcs aparedats, juntament amb carreus de bona disposició que li feren suposar que l'obra original devia ser del segle xiii o de finals de l'època romànica. Fou reedificada l'any 1663.